# Michael Gurski
Michael Gurski (* 21. März 1979 in Tübingen) ist ein ehemaliger deutscher Fußballtorwart. Weiterhin war er Torwarttrainer in der 3. Liga. Aktuell arbeitet er bei RB Leipzig als Torwarttrainer in der Frauen-Bundesliga.

## Karriere als Aktiver
Gurski spielte zu Beginn seiner Karriere bei den Stuttgarter Kickers und dem SSV Reutlingen 05. Von 2001 bis Dezember 2003 spielte er für die SpVgg Unterhaching und bestritt zwei Spiele in der Zweiten Bundesliga und acht in der Regionalliga Süd. Er konnte sich nicht gegen den Stammtorhüter Philipp Heerwagen durchsetzen und wechselte im Januar 2004 zum Viertligisten Borussia Fulda.
Nach einem halben Jahr kam er im Sommer 2004 zum damaligen Regionalligisten TuS Koblenz, für den er bis Sommer 2008 spielte. 2006 stieg er mit der TuS in die Zweite Bundesliga auf. Nach einem halben Jahr und 17 Spielen verlor Gurski seinen Stammplatz an Dennis Eilhoff. Zum 1. Juli 2008 wechselte er ablösefrei zum Drittligisten SV Sandhausen und erhielt dort einen Zweijahresvertrag. Zur Saison 2010/11 ging er zum Ligakonkurrenten SV Wehen Wiesbaden. Im Sommer 2014 kehrte er nach Reutlingen zurück. Im Januar 2015 lösten beide Seiten den Vertrag einvernehmlich auf; Gurski wollte sich fortan auf seinen Beruf als Vermögensberater konzentrieren.
Im Februar 2015 unterschrieb er einen Vertrag bis Saisonende beim damaligen Drittligisten Arminia Bielefeld. Dort absolvierte er als Ersatztorhüter kein Drittligaspiel, feierte jedoch den Aufstieg in die 2. Bundesliga. Im Sommer verließ Gurski wieder den Klub und beendete seine Karriere als Aktiver.
Im Oktober 2017 wurde er vom VfB Eichstätt verpflichtet, der in der Regionalliga Bayern spielt. Nachdem durch die langwierige Verletzung des Eichstätter Stammtorhüters Thomas Bauer ein personeller Engpass im Tor entstand, entschied sich der Verein dazu, einen weiteren Spieler auf dieser Position zu verpflichten. Der VfB konnte Gurski davon überzeugen, seine aktive Karriere wieder aufzunehmen. Er debütierte gleich beim ersten Spiel nach seinem Wechsel in der Startelf. 

## Karriere als Coach und Trainer
Kurz nach seinem zwischenzeitlichen Karriereende ging er 2015 als Torwarttrainer zur SG Sonnenhof Großaspach. Im Sommer 2021 übernahm er nach dem Drittligaabstieg der SpVgg Unterhaching den dortigen Torwarttrainerposten. Seit Juli 2023 arbeitet er für RB Leipzig als Torwarttrainer in der Frauen-Bundesliga.

## Erfolge
- Aufstieg in die 2. Bundesliga mit der SpVgg Unterhaching 2003
- Aufstieg in die 2. Bundesliga mit der TuS Koblenz 2006
- Aufstieg in die 2. Bundesliga mit dem SSV Reutlingen 2000
- Aufstieg in die 2. Bundesliga mit Arminia Bielefeld 2015

## Privates
Gurski lebt in München.